# 南港展覽館案
南港展覽館案乃陳水扁貪瀆案中被監察院調查後確定之弊案之一，主涉嫌人前中華民國內政部部長余政憲及涉案人士亦遭法院判決確定。

## 事情經過
監察院發佈公告：余政憲受前總統陳水扁夫人吳淑珍指示，介入經濟部國際貿易局於2003年7月委託內政部營建署代辦之「南港展覽館新建工程」發包作業，內政部部長決定評審委員之唯一採購案，將工程案評選委員名單及招標文件洩漏予投標廠商力拓營造，助其得標。
根據監察院調查報告：被彈劾人余政憲於2010年6月18日接受該院約詢時，亦坦承：本案係經吳淑珍召入玉山官邸指示，提供南港展覽館案評選委員名單洩漏予扁家友人蔡銘哲，並透過洪重信安排預訂兄弟大飯店與蔡銘哲會面，由其本人將已圈選確定、尚未公告之南港展覽館案外聘專家學者評選委員書面名單予蔡銘哲抄錄。
南港館是在2003年由經濟部委託內政部營建署辦理招標案，力拓營造是在2004年1月30日以壓倒性優勢拿下此一標案。力拓疑似在招標前就已經拿到評審名單並進行賄賂，當中至少有5名評審有收到其賄款。

## 後續
余政憲撤職並停止任用2年。
2014年6月25日，中華民國最高法院依貪污罪判處余政憲有期徒刑2年、褫奪公權4年、緩刑5年確定，須服120小時義務勞務、支付公庫新台幣500萬元。
2013、2015年監察院報告兩度指出相關涉案人王隆昌的判決有高度瑕疵，民間司改會力圖非常上訴至今